# Sveti Petar (Cres)
Pour les articles homonymes, voir Sveti Petar.
Sveti Petar est une localité de Croatie située dans la municipalité de Cres, dans le comitat de Primorje-Gorski Kotar. En 2001, la localité comptait 11 habitants.

## Démographie
| 1948 | 1953 | 1961 | 1971 | 1981 | 1991 | 2001 |
| ---- | ---- | ---- | ---- | ---- | ---- | ---- |
| 120  | 52   | 41   | 30   | 21   | 7    | 11   |